# Alexander Scott Bullitt
Alexander Scott Bullitt (* 1761 im Prince William County, Colony of Virginia; † 13. April 1816 im Jefferson County, Kentucky) war ein US-amerikanischer Politiker. Zwischen 1800 und 1804 war er Vizegouverneur des Bundesstaates Kentucky.

## Werdegang
Alexander Bullitt erwarb und bewirtschaftete eine Farm in der Nähe des heutigen Louisville. Das Gebiet gehörte damals noch zum Staat Virginia. Im Jahr 1784 wurde er Mitglied der örtlichen Miliz, in der er später bis zum Major aufstieg. Außerdem setzte er sich schon früh für eine Trennung des Gebiets des späteren Staates Kentucky von Virginia ein. Im Jahr 1792 war er Delegierter zur verfassungsgebenden Versammlung des künftigen Staates. Nach dem Beitritt zur Union saß er zwischen 1792 und 1799 im Senat von Kentucky.
Im Jahr 1800 wurde Bullitt an der Seite von James Garrard zum Vizegouverneur von Kentucky gewählt. Dieses Amt bekleidete er zwischen 1800 und 1804. Dabei war er Stellvertreter des Gouverneurs und Vorsitzender des Staatssenats. Nach dem Ende seiner Zeit als Vizegouverneur arbeitete er wieder auf seiner Farm, der er den Namen Oxmor gegeben hatte. Dort ist er am 13. April 1816 auch verstorben.
Nach ihm ist Bullitt County in Kentucky benannt.